# Amasis I.
Amasis I ili Ahmose (nekad nazvan Amozis I što znači Mjesec je rođen) je bio faraon Drevnog Egipta i osnivač Osamnaeste dinastije. Bio je član tebanske kraljevske kuće, sin faraona Seqenenre Taa II i brat posljednjeg faraona Sedamnaeste dinastije, kralja Kamosea. Za vrijeme vladavine njegovog djeda ili oca, Tebanci su se pobunili protiv Hiksa, vladara Donjeg Egipta. Otac mu je ubijen kada mu je bilo samo sedam godina, a imao je deset godina kada mu je brat umro od nepoznatih uzroka, poslije vladavine duge tri godine. Ahmose I je formalno preuzeo prijestolje nakon smrti brata, a po krunidbi uzeo ime Neb-pehty-re (Gospodar snage je Re).
Za vrijeme svoje vladavine dovršio je osvajački/oslobodilački pohod koji je rezultirao istjerivanjem Hiksa iz oblasti Delte, ponovno uspostavio tebansku vlast nad cijelim Egiptom i uspješno nametnuo egipatsku vlast nad bivšim vazalnim teritorijama u Nubiji i Kanaanu. Potom je reorganizirao državnu upravu, ponovno otvorio kamenolome, rudnike i trgovačke rute te pokrenuo velike građevinske projekte kojih nije bilo od vremena Srednjeg kraljevstva. Ovaj građevinski program rezultirao je gradnjom posljednje piramide koju su dali sagraditi domaći egipatski vladari. Ahmoseova vladavina postavila je temelje Novog kraljevstva, pod kojim je Egipat doživio vrhunac. Vladavina mu se obično datira u razdoblje između 1550. – 1525. pr. Kr.

## Vanjske poveznice
- Ahmose
- Ahmose I
- Ahmozisova piramida u Abydosu
- Egipatski faraoni: Ahmose I
- King of the Wild Frontier
- Quarry Inauguration